# Oscillatoriales
Oscillatoriales — порядок ціанобактерій.

## Опис
Бактеріальні клітини, зібрані в нерозгалужені трихоми. Колонії зазвичай непокриті і нестійкі. Розмножуються діленням. Вони не продукують гетероцист або акінетів.

## Родини
- Ammatoideaceae
- Borziaceae Borzì
- Coleofasciculaceae Komárek et al. 2014
- Cyanothecaceae Komárek et al. 2014
- Gomontiellaceae Elenkin
- Homoeotrichaceae Elenkin
- Microcoleaceae Komárek et al. 2014
- Oscillatoriaceae (S. F. Gray) Harvey ex Kirchner
- Phormidiaceae Anagnostidis & Komárek, 1988
- Schizotrichaceae Elenkin, 1949